# Bithynia sistanica
Bithynia sistanica is een slakkensoort uit de familie van de Bithyniidae. De wetenschappelijke naam van de soort is voor het eerst geldig gepubliceerd in 1919 door Annandale & Prashad.